# La leggenda di Jesse James
La leggenda di Jesse James  (The Legend of Jesse James) è una serie televisiva statunitense in 34 episodi trasmessi per la prima volta nel corso di una sola stagione dal 1965 al 1966.
È una serie western liberamente ispirata alle vicende di Jesse James, un fuorilegge attivo con la sua banda negli anni appena successivi alla guerra di secessione. A differenza delle vicende reali, nella serie Jesse James è una sorta di Robin Hood che, con l'aiuto del fratello Frank, rapina treni e banche per restituire i soldi a coloro che si sono visti confiscare le terre per la costruzione della ferrovia o che sono stati depauperati dagli avidi banchieri del Nord.

## Personaggi e interpreti
- Jesse James (34 episodi, 1965-1966), interpretato da	Christopher Jones.
- Frank James (34 episodi, 1965-1966), interpretato da	Allen Case.
- Jim Younger (3 episodi, 1966), interpretato da	David Richards.
- Woodson James (2 episodi, 1965-1966), interpretato da	Richard H. Cutting.
- Marshal Sam Corbett (2 episodi, 1965-1966), interpretato da	Robert J. Wilke.
È lo sceriffo che invano è sulle tracce dei James.
- Ma James (1 episodio, 1965-1966), interpretato da	Ann Doran.

## Guest star
Tra le guest star sono inclusi: Claude Akins, John Anderson, Whitney Blake, Lloyd Bochner, Charles Bronson, Walter Burke, Harry Carey, Jr., John Carradine, John Cassavetes, Glenn Corbett, Dennis Cross, Richard Cutting, Royal Dano, Jack Elam, Gene Evans, Shug Fisher, Virginia Gregg, Mariette Hartley, Peter Helm, Dennis Hopper, Jeffrey Hunter, Victor Jory, Sally Kellerman, George Kennedy, Gary Lockwood, Strother Martin, Kevin McCarthy, Tim McIntire, J. Pat O'Malley, Gregg Palmer, Nehemiah Persoff, Slim Pickens, Kurt Russell, Albert Salmi, Mickey Shaughnessy, Robert F. Simon, Warren Stevens, Harold J. Stone, Susan Strasberg, Liam Sullivan, Lyle Talbot, Buck Taylor, Vaughn Taylor, Tom Tully, Peter Whitney.

## Produzione
La serie, ideata da Samuel A. Peeples, fu prodotta da 20th Century Fox Television e girata negli studios dell'Iverson Ranch a Los Angeles in California. Le musiche furono composte da Jerry Goldsmith. Tra gli sceneggiatori della serie è accreditato lo stesso Samuel A. Peeples.

### Registi
Tra i registi della serie sono accreditati:
- James B. Clark in 4 episodi (1965-1966)
- Robert Totten in 4 episodi (1965-1966)
- Robert L. Friend in 4 episodi (1966)
- Tay Garnett in 2 episodi (1965-1966)
- Herschel Daugherty in 2 episodi (1965)
- Allen H. Miner in 2 episodi (1965)
- Christian Nyby in 2 episodi (1965)
- Curtis Harrington in 2 episodi (1966)
- Joseph Pevney in 2 episodi (1966)
- Richard A. Colla in un episodio (1966)

## Distribuzione
La serie fu trasmessa negli Stati Uniti dal 13 settembre 1965 al 9 maggio 1966 sulla rete televisiva ABC. In Italia è stata trasmessa con il titolo La leggenda di Jesse James.
Alcune delle uscite internazionali sono state:
- negli Stati Uniti il 13 settembre 1965 (The Legend of Jesse James)
- in Francia il 2 luglio 1968 (Jesse James)
- in Finlandia (Jesse James)
- in Venezuela (La leyenda de Jesse James)
- in Italia (La leggenda di Jesse James)

## Episodi
| Stagione       | Episodi | Prima TV USA |
| -------------- | ------- | ------------ |
| Prima stagione | 34      | 1965-1966    |